# Єна Гансен
Єна Гансен (дан. Jena Hansen, нар. 10 грудня 1988) — данська яхтсменка, бронзова призерка Олімпійських ігор 2016 року.

## Виступи на Олімпіадах
| Олімпіада           | Дисципліна | Місце |
| ------------------- | ---------- | ----- |
| Ріо-де-Жанейро 2016 | 49er FX    | 3     |

## Зовнішні посилання
- Єна Гансен — олімпійська статистика на сайті Sports-Reference.com (англ.) (архівна версія)